# Седлище (Камінь-Каширський район)
Се́длище — село в Україні, у Любешівській селищній громаді Камінь-Каширського району Волинської області.

## Географія
Село Седлище Любешівського району Волинської області розташоване на лівому березі річки Стохід за 14 км від районного центру, за 35 км від залізничної станції Камінь-Каширський та за 46 км від залізничної станції Маневичі. На півдні та заході межує із Камінь-Каширським районом. Через село проходить асфальтована автотраса міжміського (Луцьк-Любешів) та міжнародного (Україна-Білорусь) сполучення. Площа населеного пункту — 474,8 га, лісів — 520 га (обхід N 27 Березичівського лісництва Любешівського МЦЛП), абсолютна висота над рівнем Балтійського моря — 150 м. Найближчі навколишні села — Угриничі, Березичі, Нові Березичі, Деревок (Любешівський район), Волиця, Старі Червища, Нові Червища (Камінь-Каширський район).
У селі знаходиться Будинок культури, Седлищенська загальноосвітня школа І-ІІІ ст., Свято-Михайлівський храм УПЦ, Молитовний дім християн віри євангельської, відділення зв'язку, дитячий навчальний заклад «Ромашка», фельдшерсько-акушерський пункт, обеліск Слави, млин, продовольчо-промислові торговельні заклади, встановлено мобільне покриття операторів Vodafone, Life та Київстар.

## Історія
У XIX — на поч. XX ст. Седлище входило до Угриничівської волості Пінського повіту Мінської губернії. 
При досліджені походження назви села, аналізу фактів та свідчень старожилів було виявлено кілька версій, перші з яких скоріше нагадують легенди. Перша. Край з давніх часів піддавався спустошливим набігам зовнішніх ворогів. А тому жителі навколишніх сіл нерідко залишали свої домівки і ховалися у прилеглих лісах. Таким укриттям часто ставала територія, де виникло село, яка у давнину в багатьох місцях була значно заболоченою та лісистою. Перечекавши черговий напад, мешканці поверталися додому. Однак періодичність та частота таких набігів спонукала селян переховуватися достатньо довгий час, як наслідок, деякі з них тут осідали, тобто селилися. Від цих слів нібито і виникла назва «Седлище».
Наступне припущення пояснює виникнення назви села з географічної точки зору, тобто форми розташування перших поселень. Зі слів старожилів такі поселення-хутори селян (родом з с. Угриничі) на поч. XIX ст. були розкидані між собою на відстані до кількасот метрів і зв'язувалися вузькими дорогами-стежками. З висоти пташиного польоту розташування поселень нагадувало форму кінського сідла, що, можливо, і стало основою назви села. Відносно хронології дана версія є «свіжішою», але встановити точне місцезнаходження тодішніх селянських поселень сьогодні практично неможливо.
Найбільш правдивою та повною версією є наступна. Взагалі Седлище, відносно навколишніх населених пунктів, не старе село, особливо в порівнянні з сусіднім с. Угриничі, якому вже понад 600 р. (Перші згадки в історичних документах відносяться до XIV ст.). Виникло воно на правому (східному) березі р. Стохід (давня назва Струмінь, вживалася ще й у XIX ст.). Згідно припущень Угриничі було названо за іменем графа Угрин, який заснував тут поселення. Протягом кількох століть у селі збільшувалася кількість димів і дворищ. До середини XVIII ст. потреби селян і польського поміщика задовольняли освоєні раніше землі, яких уже не вистачало під кінець цього століття. Розширенню села заважало специфічне географічне положення: із заходу, північного заходу, півночі– річка, з півдня, південного сходу — густий ліс, зі сходу — болото. Одружившись, поміщицький син хотів господарювати окремо. Тому на рубежі XVIII—XIX ст. поступово стала освоюватися та розорюватися частина земель на іншому березі р. Стохід. Ці обставини спонукали угриницького пана переселити свого сина на ліву сторону річки (на захід, північний захід від Угринич). Для заснування та розбудови фільварка (господарства) молодого пана і виконання феодальних повинностей на його землі переселили кілька селянських сімей. Їм надавалися неосвоєні земельні наділи, які розташовувалися на південь, південний захід та захід від панських, майже повністю зарослі деревами і чагарниками. Ці землі, поселення переселенців та їх самих стали називати з польської мови «сєдаліще», «сєдліце», («седліце»), що українською мовою дорівнюватиме значенню слів «селитися», «поселення», «поселенці», «селище». Поступово назви «сєдаліще» та «сєдліце» трансформуються в «сєдліще» — «седліще», а в XX ст. — остаточний сучасний варіант — «Седлище». В офіційних документах Російської імперії село називалося «Сєдліща».
Отже, назва села могла виникнути від слів «сідло — осідати», «сєдліце — сєдаліще». Жителі села та мешканці навколишньої округи часто називають село Сєдліще. Крім цього, досліджуючи сучасне розташування Угринич, його план, можна визначити заболочені місця у минулому, особливо весною чи після кількаденних дощів (незважаючи на сучасну осушувальну систему). Ліси поріділи, значна частина їх вирізана (в тому числі під посели), але вони і сьогодні з південної та південно-східної сторони обмежують розширення уже теперішнього села. Доповнює картину річка Стохід, русло якої кардинально не змінилося до наших днів.
Писемним джерелом підтвердження заснування села саме на поч. XIX ст. можна вважати дані з «Хроніки Любешівського колегіуму», автор якої Антоній Мошинський — останній ректор цього колегіуму. У його праці є згадка про судовий процес 1805 р. між Владиславом Чарнецьким (володів Любешовом) та піярами (членами католицького ордену) з приводу визначення межі між піярським фільварком у Пнівному та селами Деревок і Седлище.
Розвиток сільського господарства і становище селян у XIX ст. Центральна садиба (маєток) та частина господарських будівель польського пана знаходилася в теперішньому Скупові, а інші: конюшні, складські приміщення, млин, кузня тощо — у різний час в місцях теперішніх (колишніх) власників господарств Андрушкевича Миколи, Струка Семена, урочищі «Бозок». З початку переселення на поч. XIX ст. пан відділив селянську землю від своєї по лінії, яка зараз умовно ділить село на дві частини: Седлище та Скупово. За паном залишилися землі Скупова (на північ, північний схід), за селянами — землі, розташовані на південь, південний захід, захід («сєдліще»). Потрібно уточнити, що скуповські землі були вже частково освоєні та родючіші ніж седлищенські. Поміщик віддав переселенцям останні. Вони починали господарювати на нових землях із розчистки їх від дерев, кущів.
Основним заняттям населення села було сільське господарство, передусім землеробство, розвивалось і тваринництво. Селяни здебільшого вирощували жито, овес, ячмінь, рідше пшеницю, льон, коноплю, розводили воли (пізніше коні), корови, свині, вівці, домашню птицю. Панівною в землеробстві залишалася відстала система — здебільшого з неправильним чергуванням озимих, ярих та пару, недостатнім угноєнням полів. Як свій наділ, так і землю поміщика наші селяни обробляли власним плугом, зерно сіяли вручну, збирали врожай серпами і косами, обмолочували ціпами. Недосконале сільськогосподарське знаряддя, нестача у селян тягла (коней і волів), стихійні лиха (посухи, приморозки, повені тощо) зумовлювали низьку врожайність — з одного висіяного центнера зерна одержували не більше трьох — чотирьох центнерів.
Значна увага приділялась розвитку городництва, бджільництва. Важливим було рибальство і полювання, збирання грибів, ягід, лісових плодів, лікарських трав, за що селяни сплачували поміщику певну суму грошей (до 1 карбованця). Вони використовувались, як правило, для власного споживання. Роль цього промислу особливо підвищувалась у несприятливі для сільського господарства роки. Для забезпечення сім'ї одягом селяни вирощували льон і коноплю, а на ткацьких верстатах виробляли грубе полотно, мішковину, рядна тощо.
Поміщики-дворяни, в тому числі польські, були в Російській імперії привілейованим суспільним станом. Економічною основою їх існування була власність на землю з прикріпленими до неї селянами-кріпаками. Селяни працювали в поміщицькому маєтку, не одержуючи за це відшкодування. Себе і свою сім'ю вони утримували за рахунок земельної ділянки, яку поміщик надавав їм у користування (селянські наділи). За неї вони відбували панщину і виконували інші повинності: обробляли сади й городи пана, охороняли його маєток, ремонтували будівлі, дороги, греблі та переправи через Стохід спільно з угриничанами, возили своїми кіньми чи волами поміщицькі товари на ярмарки в Любешів, Камінь-Каширський. Крім цього, селяни повинні були приносити на панський двір курей, гусей, ягоди, горіхи, полотно. Праця із застосуванням примітивних знарядь була малопродуктивною.
Як правило, застосовувалася так звана «урочна» система виконання панщини, тобто кожний кріпак одержував від поміщицького управителя завдання на день («урок»). Це щоденне завдання було настільки обтяжливим, що виконувати його доводилося протягом двох, а то й трьох днів. У 1845 році російський уряд видав універсал з переліком всіх повинностей, які належало виконувати селянам у поміщицькому маєтку. На селян накладалися повинності від кількості і якості землі, додаткові — за пасовища, ліси і води. Селяни відробляли по три-чотири дні панщини на тиждень, щоденно із числа кріпаків виділялися сторожі на фільварок без зарахування панщини, потрібно було сторожувати у панському маєтку приблизно 30 днів на рік.
На Правобережній Україні, де поміщики найжорстокіше визискували селян, царська влада протягом 1847—1848 років провела так звану інвентарну реформу. В кожному поміщицькому маєтку запроваджувалась інвентарна книга, до якої записувалися норми панщини та інших кріпацьких повинностей. Але визначав їх сам поміщик, земельна власність якого залишалася недоторканною.
Практично не змінилося життя і праця селян після скасування кріпосного права у Російській імперії (1861 р.). Селяни не мали необхідних коштів для викупу у поміщика особистої волі та земельних наділів (частинами не продавалися), без яких викуп був неможливий. А поки не здійснено викупної операції, селяни вважались тимчасово зобов'язаними і змушені були виконувати ту саму панщину (приблизно 200 днів на рік, в залежності від розміру наділів) тощо. Прямим пережитком кріпосництва була відробіткова система. Вона полягала в тому, що селяни брали у поміщика ділянки в оренду і за те віддавали панові більшу частину врожаю або обробляли своїм примітивним реманентом поміщицьку землю. Така система господарства влаштовувала поміщика. Потреби у нього були порівняно невисокі і задовольнялися безпосередньо з власної землі. Великі земельні площі поміщику були непотрібні, бо його участь у торгівлі мала епізодичний характер.
Після реформи 1861 р. на Правобережжі, включаючи і Любешівщину, незадоволені своїм становищем селяни стали бунтувати, поляки теж вкотре виступили з антиросійськими настроями. І хоча селянські заворушення та польське повстання К. Калиновського зазнали поразки, царський уряд у 1864 р. запровадив за нижчими цінами обов'язковий викуп земельних наділів, які ставали власністю селян. Також ліквідовувались їхні усі зобов'язання щодо поміщиків, а польська шляхта позбавлялася своїх давніх прав. Таким чином царизм хотів зняти соціальну напруженість на селі, політично та економічно послабити польських поміщиків, аби не допустити нових виступів. Однак і після нововведень частина седлищан потрібних грошей для викупної угоди не мала (а це сотні карбованців). Пан відмовлявся продавати землі площею у 1-2 десятини (1 десятина = 1,09 га). Для прикладу, заробіток селянина з власною підводою у пана за день становив до 10 копійок. Тому й надалі виконання частини феодальних повинностей залишалося за селянами.
Релігійне життя, народне будівництво та побут седлищан (XIX ст.).
У зв'язку з тим, що в навколишній окрузі у XIX ст. жодного релігійного храму не було, а також відповідно до офіційної політики русифікації українських земель у релігійній сфері, в 1848 р. на потреби та частково зібрані кошти угриничан, седлищан, мешканців сусідніх сіл в с. Угриничі було збудовано приходську православну церкву, престол якої названий іменем Вознесіння Господнього (підпорядковувалася Московському патріархату, українська ліквідована московитами ще у XVII ст.). Відповідний запис про це міститься в книзі «Описание церквей и приходов Минской епархии», виданій у 1879 р. Таким чином, Седлище увійшло до Угриничівського приходу. Настоятелем церкви став Іполіт Зелетенкевич (правив понад 20 років), псаломщиком — Сидір Лукашевич.
У недільні і святкові дні селяни регулярно відвідували церкву. Більшість обрядів та звичаїв дійшли до наших днів.
Як і все Полісся, в силу низького рівня економічного розвитку, ізольованості території, консервативності майстрів на XIX ст. зберегло в собі багато архаїчних рис та ознак. Тут ще навіть на початку XX ст. було поширене побутування примітивних архітектурних форм, конструкцій, які давно вийшли з ужитку в інших районах. Планування житла розвивалося від однокімнатного (однокамерного) до дво- і трикімнатного. Коли на всій території України на кінець XIX ст. однокімнатний тип житла був рідкістю, то у нас він був одним із основних. У такій хаті ледве вміщалися багатодітні сім'ї. Іншим найбільш із розповсюджених типів житла було двохкамерне (хата + сіни). Сіни виконували роль теплого тамбуру, а при відсутності відповідних споруд на садибі могли суміщати роль комори (це залежало від заможності господаря). Часто сіни прибудовувалися пізніше. Їм не придавалося особливого значення. Зводили їх в «зруб» з менш якісного матеріалу. На них міг іти підручний матеріал: дошки-«обзали», жердини, лоза, очерет. Наприкінці XIX на початку XX ст. в сінях могли влаштовувати кухню. Протягом XIX ст. відбулася заміна курної печі на звичайну з димоходом. Трикімнатний (трикамерний) план житла, який входить у будівництво в 20-х роках XX ст., представлений в основному так: хата + сіни (кухня) + комора. Стандартні розміри житлової частини: близько з 3,20 м х 3,40 м до 4 м х 4 м. Починаючи з 30-х років XX ст., у хаті робили грубу, яка відгороджувала спальне місце. Такий тип житла переважав у житловому будівництві села ще і в 40-х роках XX ст., частково зберігся і понині.
Селянські хати будувалися виключно з дерева, панський маєток, звичайно, з цегли. Покрівельними матеріалами селянських будівель на той час були солома та очерет. Поблизу житлового приміщення розташовувався дерев'яний хлів. У хаті знаходилися піч та покуть, де стояв стіл. Вздовж стін були лавки різної величини і призначення. Стояла також скриня, на стінах висіли ікони.
Найбільш поширеним селянським одягом були сорочки — жіночі та чоловічі; штани, спідниця, плахта, довгополий чоловічий і жіночий одяг з рукавами, а також кожух, свита, головним видом взуття — постоли. Серед жіночих головних уборів досить поширеними були намітки (шмат білого полотна), якими покривали голову селянки, ткані хустки. З чоловічих головних уборів перевага надавалася шапкам. Влітку ходили у брилях.
```
У харчуванні односельців найбільш вживаними були різні каші — пшоняні, гречані тощо, борщ, юшка. Ніхто, звичайно, не обходився без хліба, який випікали з житнього та пшеничного борошна. Широко використовувались овочі — капуста, огірки, морква, буряки, ріпа. Вживалися молочні продукти   (молоко, сир, масло), рідко м'ясні страви (на великі релігійні свята), серед напоїв найбільш популярними були мед, брага, квас, а з початку XX ст. – ще й самогон.
```

Типовими рисами демографічної ситуації на той час у селі були як велика народжуваність, так і висока смертність населення. Майже кожна сім'я складалася більше ніж з п'яти чоловік. Проте через незадовільне медичне обслуговування, а такого, практично, не було, селяни займалися самолікуванням, як знали і уміли. Через часті епідемії різних інфекційних хвороб (скарлатина, дифтерія, тиф, холера, віспа, грип тощо), недоїдання нерідко помирало по кілька, як правило, дітей у сім'ї. Попри це, населення села поступово кількісно збільшувалося, хоча висока смертність зберігалася до кінця 1920-х років. Воно залишалося абсолютно безграмотним, тому що ніякої школи в селі не було.
Дорога з Любешова на Луцьк проходила не через Седлище, а через Угриничі і Нові Червища. На повороті до Угринич розташовувалася корчма, де могли трохи відпочити, підкріпитися всі охочі, більшість з яких становили люди, втомлені довгою їздою на підводах чи пішим ходом. Седлище сполучалося з с. Угриничі декількома дерев'яними переправами (з їх числа 3 були основними), які час од часу селяни змушені були ремонтувати, а з Пнівном і Старими Червищами — вузькими лісовими просіками.
Протягом XIX ст. село постійно розбудовується, кількість населення, незважаючи на його високу смертність, невпинно зростає. Зокрема, цьому сприяло вигідніше географічне положення Седлищ, аніж Угринич. За неповних 100 років від часу заснування перших поселень наше село вже наприкінці XIX ст. значно переважало сусіднє.
В іншому статистичному листі цього ж перепису вказується на наявність у селі «имения», тобто маєтку (мається на увазі поміщицького), у якому «занято постройками два дворових места» із загальною кількістю населення 21 чол.
Однак і на рубежі XIX-ХХ ст. в цілому Седлище, як і села навколишньої округи, залишалося відсталим аграрним краєм. Причинами цього були бідні ґрунти, примітивні знаряддя праці, відсутність добрив, належної тяглової сили, кріпацькі пережитки, ізольованість села, панування натурального господарства.
До 10 серпня 2017 року село було центром Седлищенської сільської ради.

## Населення
Згідно з переписом УРСР 1989 року чисельність наявного населення села становила 1119 осіб, з яких 553 чоловіки та 566 жінок.
За переписом населення України 2001 року в селі мешкало 1205 осіб.

### Мова
Розподіл населення за рідною мовою за даними перепису 2001 року:
| Мова       | Відсоток |
| ---------- | -------- |
| українська | 99,34 %  |
| російська  | 0,66 %   |